# Mlinščica (Kokrica)
Mlinščica je potok, ki izvira v okolici vasi Senično na Gorenjskem. Teče skozi vasi Novake, Kamnjek in Tenetiše, kjer se izliva v potok Parovnica.
Nadaljnja vodna pot: Kokrica > Kokra > Sava > Donava > Črno morje